# Manchukuo
Manchukuo (en chino tradicional, 滿洲國; en chino simplificado, 满洲国; pinyin, Mǎnzhōuguó; en japonés: 滿洲国) fue un Estado títere —aunque nominalmente independiente— que existió durante las décadas de los años 1930 y 1940, y cuyo territorio correspondería con las actuales regiones de China del Noreste y Mongolia Interior. El área fue conocida colectivamente como Manchuria japonesa por los países occidentales y los nipones.
En 1931 esta región de Asia del este fue invadida por Japón a consecuencia del llamado incidente de Mukden, tras lo cual las autoridades japonesas instalaron un gobierno títere pro japonés con el antiguo emperador chino Puyi como jefe de Estado. Puyi acabaría siendo coronado como emperador de Manchukuo, aunque sin ostentar ningún poder real. Los manchúes constituyeron una minoría en Manchukuo, cuyo principal grupo étnico estaba compuesto por la etnia Han. A su vez, la población de coreanos aumentó considerablemente durante el período de existencia de Manchukuo, al igual que las poblaciones de japoneses, mongoles, rusos blancos y otras minorías. Las regiones mongolas situadas al oeste de Manchuria fueron gobernadas bajo una administración ligeramente distinta, en reconocimiento de las tradiciones mongolas allí existentes. En cuanto a la parte sur de la península de Liaodong, esta fue administrada directamente por Japón como la concesión de Kwantung.
El gobierno de Manchukuo fue abolido en agosto de 1945, después de que el territorio fuese ocupado por el Ejército soviético hacia el final de la Segunda Guerra Mundial. Los territorios conquistados pasaron a ser administrados por la Unión Soviética durante varios meses y finalmente serían transferidos a la administración china un año después.

## Historia

### Antecedentes
Manchuria fue originalmente una provincia del Imperio Chino desde los días de la dinastía Qing, la cual creada por príncipes manchúes que invadieron China y la gobernaron totalmente desde 1644 hasta 1911. Desde fines del siglo XIX Manchuria estuvo bajo influencia de la Rusia zarista a causa de la construcción del ferrocarril de Moscú a Vladivostok. Japón reemplazó dicha influencia después de su victoria en la guerra ruso-japonesa de 1904 e instaló la línea del «Ferrocarril del Sur de Manchuria» en 1905, desde la ciudad de Changchun hasta Port Arthur (en japonés Ryojun). Esto motivó que numerosos comerciantes japoneses se establecieran en las principales ciudades de Manchuria, consolidando una sólida penetración mercantil, y aumentaran en esa región las inversiones de empresas japonesas en minería e industria. A ello se añade que el control japonés del principal ferrocarril permitió que el mercado manchuriano se abasteciera ante todo de productos nipones. Ante tal situación, el débil gobierno imperial chino aceptó que Japón (al igual que los países europeos que poseían concesiones en China) enviara sus propias tropas para custodiar todo el trayecto del Ferrocarril del Sur de Manchuria.
Entre la Primera y la Segunda Guerra Mundial, Manchuria se transformó en un campo de batalla político y militar. La influencia japonesa tanto en forma de expansión económica como de ocupación militar se extendió hacia el territorio ruso desde 1917, llegando a controlar Vladivostok y su región circundante durante la guerra civil rusa, hasta que, a partir de 1925, la URSS retomó el dominio del antiguo territorio zarista. Mientras tanto, Manchuria se convirtió en otra provincia sujeta a la anarquía de los señores de la guerra chinos.
El 18 de septiembre de 1931 estallaron explosivos en una sección del Ferrocarril del Sur de Manchuria, y Japón acusó del ataque a las tropas de los caudillos militares chinos en el llamado incidente de Mukden. El Gobierno japonés alegó que sus inversiones y súbditos en Manchuria no tienen su seguridad garantizada por el débil gobierno de China (que no controlaba la totalidad del territorio chino) y envió tropas a ocupar militarmente toda Manchuria. Esta ocupación alcanzó a toda la región y no solo a las recorridas por el ferrocarril, venciendo fácilmente la escasa y aislada resistencia armada china. China no tenía un gobierno central fuerte, ni fuerzas capaces de recuperar el control de Manchuria; las únicas tropas disponibles eran de algunos caudillos locales los cuales dependían del apoyo japonés para sobrevivir y, por tanto, China tan solo pudo protestar ante la comunidad internacional representada en la Sociedad de las Naciones.

### Creación de Manchukuo

Mapa de Manchukuo.

Después de invadir Manchuria en 1931, Japón declaró la zona independiente de China el 18 de febrero de 1932, bajo el nombre de Gran Estado Manchú. La principal ciudad, Changchun, fue escogida como capital del joven Estado y rebautizada como Xinjing o «Nueva capital». Puyi, el último emperador de la dinastía Qing, fue colocado en 1932 por los japoneses como jefe del ejecutivo y en 1934 proclamado emperador de Manchukuo. Uno de sus más fieles colaboradores fue Zheng Xiaoxu, un antiguo reformista de la época Qing. El país es nombrado Gran Imperio Manchukuo, pero el poder político real queda en manos de «consejeros» japoneses que ocupan puestos en toda la administración pública de Manchukuo junto al personal manchú. Incluso la proclamación de independencia no implicó la retirada de las tropas japonesas, sino por el contrario un gran aumento en el número de éstas para «proteger los intereses de Japón» en el nuevo Estado y usarlo como base militar para la invasión de China.
El territorio fue separado de China para todos los efectos prácticos y, gracias a las inversiones japonesas y a sus propios recursos naturales, se convierte en una potencia industrial. A su vez, la economía japonesa, ahogada por la crisis comercial mundial derivada de la Gran Depresión, encuentra en el expansionismo la posibilidad de obtener, en condiciones ventajosas, un mercado para sus manufacturas y una fuente de recursos naturales; para tal finalidad Manchukuo es un territorio idóneo debido a la riqueza del país en materia primas, la presencia de antiguos intereses económicos japoneses bien asentados en la zona y al total control político y militar que Japón ejercía sobre el gobierno manchú.
Una resolución de la Sociedad de Naciones declaró en 1934 que el territorio manchú seguía siendo parte de China y negó el reconocimiento diplomático a Manchukuo. No obstante, Manchukuo obtuvo el reconocimiento diplomático de gobiernos aliados de Japón, como Alemania, Italia, y Francia (tras 1940). Antes de 1942 los gobiernos de Tailandia, España, Rumanía, Hungría, e incluso la Unión Soviética y la Santa Sede habían reconocido a Manchukuo como un estado independiente.

### Desaparición
El 8 de agosto de 1945, tras el lanzamiento de la primera bomba atómica en Hiroshima, la Unión Soviética declaró la guerra al Imperio del Japón tal como había ofrecido a Gran Bretaña y Estados Unidos (entrar en guerra con Japón tres meses después del fin de la Segunda Guerra Mundial en Europa), e invade Manchukuo. La estrategia soviética -basada en la aplastante superioridad numérica, el avance veloz y el aislamiento de las unidades enemigas- vence a las tropas japonesas mal equipadas y con escaso entrenamiento, pues los esfuerzos bélicos de Japón se concentraban en el Océano Pacífico. El 15 de agosto Japón capitula ante sus enemigos, el día 19 la noticia de la capitulación es confirmada a las escasas tropas niponas que resisten aún en Manchukuo, quienes se rinden por completo el día 20. El Emperador de Manchukuo, Puyi, fue arrestado el día 16, siendo desmanteladas las instituciones gubernamentales de Manchukuo.
Tras la Segunda Guerra Mundial, la República de China recupera la soberanía sobre Manchuria, aunque fuerzas del Partido Comunista de China habían establecido puntos fuertes en el territorio después de la retirada del Ejército Rojo en 1947.

## Gobierno y política
Artículo principal: Política de Manchukuo
| Nombre (Partido político)               | Fotografía | Inicio Final                               | Contexto histórico                                    |
| --------------------------------------- | ---------- | ------------------------------------------ | ----------------------------------------------------- |
| Emperador Kangde (Asociación Concordia) |            | 18 de febrero de 1932 17 de agosto de 1945 | - Jefe Ejecutivo (1932-1934) con el nombre de Datong. |

| Nombre (Partido político)            | Fotografía | Inicio Final                            | Contexto histórico |
| ------------------------------------ | ---------- | --------------------------------------- | --- |
| Zheng Xiaoxu (Asociación Concordia)  |            | 9 de marzo de 1932 22 de mayo de 1935   | - Proclamación del Imperio de Manchukuo. - Protocolo Japón-Manchukuo                                                         |
| Zhang Jinghui (Asociación Concordia) |            | 22 de mayo de 1935 18 de agosto de 1945 | - Segunda Guerra Sino-Japonesa - Adhesión a las Potencias del Eje - Segunda Guerra Mundial - Invasión soviética de Manchuria |

### Estructura política
El gobierno de Manchukuo estaba dirigido formalmente por el gabinete de ministros manchúes convocados por el Emperador Kangde —Puyi—, pero en paralelo existía el «Consejo de Estado para Asuntos Generales», integrado solo por funcionarios japoneses, quienes aprobaban o rechazaban las decisiones del gobierno manchú. Los miembros de este consejo solo rendían cuentas de sus actos ante el propio gobierno de Japón y ante la máxima autoridad militar japonesa acantonada en Manchuria. Dicho ente tenía además la facultad legal de designar y cesar funcionarios manchúes de todo nivel, así como controlar el presupuesto del Estado, lo cual causó que desde el inicio Manchukuo fuese considerado a nivel internacional como «gobierno títere». Algunos historiadores han visto en Manchukuo un intento por construir un glorificado estado japonés en el Asia continental que, sin embargo, acabó gravemente deteriorado debido al contexto bélico de la Segunda Guerra Mundial.
A ello se agrega que en la misma administración manchú existían a todo nivel numerosos «consejeros» japoneses con facultades para aprobar las políticas impuestas por las autoridades locales manchúes, garantizando la total colaboración de éstas con Japón, a la vez que reprimían severamente toda posible oposición al gobierno. La seguridad externa e interna de Manchukuo estaba en manos de tropas totalmente japonesas acantonadas en el territorio, casi como «fuerzas nacionales», como el Ejército de Kwantung. También se instalaron en Manchukuo unidades japonesas de fuerzas aéreas, navales e inclusive de armas biológicas, el llamado Escuadrón 731. Se creó en 1934 un «Ejército de Manchukuo» que no resultó totalmente confiable para las autoridades japonesas, por lo que el tal ejército tuvo siempre escasa potencia como unidad militar, reservando la mayor fuerza a las tropas de Japón e impidiendo una mayor autonomía manchú también en este aspecto.

### Reconocimiento diplomático
China no reconoció Manchukuo pero ambas partes establecieron relaciones oficiales más enfocadas al comercio, comunicaciones y transporte. En 1933 la Sociedad de Naciones (SDN) adoptó el Informe Lytton, declarando que Manchuria legalmente seguía formando parte de China, lo que llevaría a Japón a renunciar a su membresía en la SDN. El caso de Manchukuo persuadió a los Estados Unidos a enunciar la llamada Doctrina Stimson, bajo la cual el reconocimiento internacional no estaba sujeto a aquellos cambios en el sistema internacional realizados por la fuerza de las armas. En 1934 los japoneses intentaron otra medida para conseguir legitimar a Manchukuo. Ese año propusieron que Manchukuo pudiese participar en los Juegos del Lejano Oriente, pero los chinos rechazaron tácitamente aquella idea.

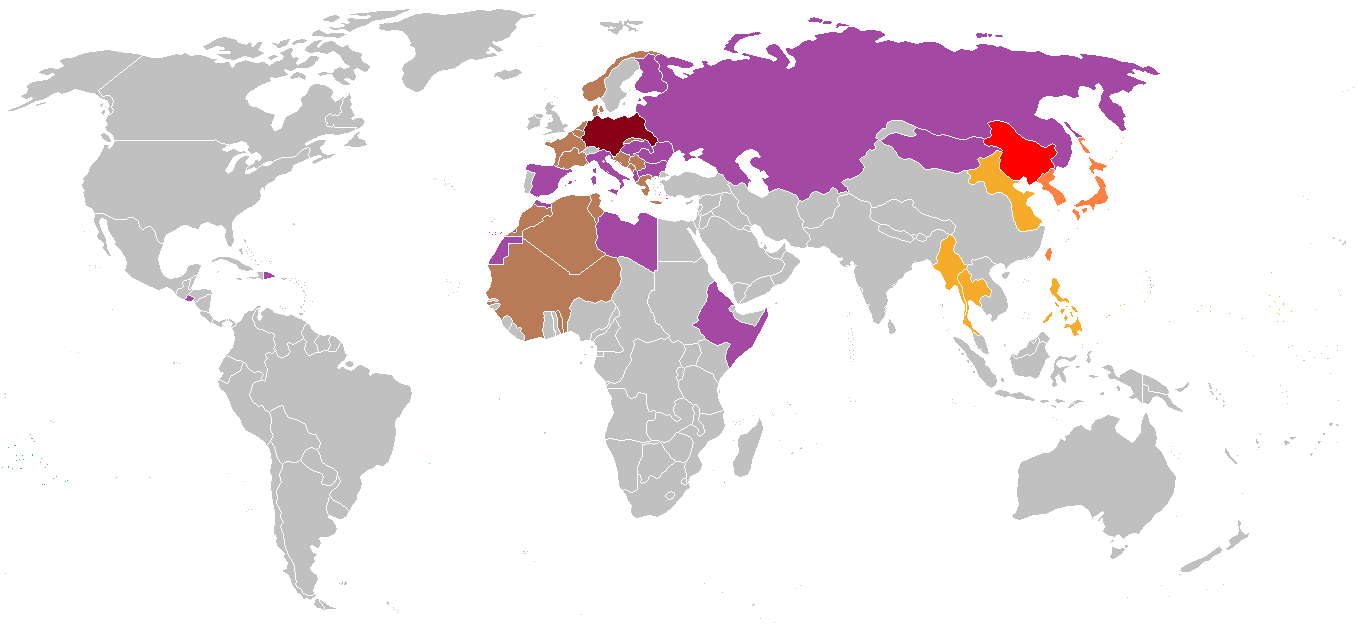
Mapa de los países que reconocieron diplomáticamente a Manchukuo.

A pesar de la postura mantenida por la Sociedad de Naciones, el nuevo estado fue reconocido diplomáticamente por El Salvador (3 de marzo de 1934), la República Dominicana (1934), la Unión Soviética (reconocimiento de facto el 23 de marzo de 1935; de iure el 13 de abril de 1941), Italia (29 de noviembre de 1937), España (2 de diciembre de 1937), Alemania (12 de mayo de 1938), y Hungría (9 de enero de 1939). Después del estallido de la Segunda Guerra Mundial, el estado fue reconocido por Eslovaquia (1 de junio de 1940), la Francia de Vichy (12 de julio de 1940), Rumania (1 de diciembre de 1940), Bulgaria (10 de mayo de 1941), Finlandia (18 de julio de 1941), Dinamarca (agosto de 1941), Croacia (2 de agosto de 1941) —todos ellos países aliados o controlados por la Alemania nazi—. También fue reconocida por otros gobiernos títeres de Japón, como el Gobierno nacionalista de Nankín (30 de noviembre de 1940), Tailandia (5 de agosto de 1941) y Filipinas (1943).
Con excepción de los países pertenecientes al Eje y sus estados satélites, Manchukuo nunca consiguió tener un reconocimiento diplomático completo por parte de la comunidad internacional. A esto se sumaba el hecho de que Japón también supervisaba las relaciones exteriores del estado manchú con otros países. Por ejemplo, las negociaciones con la Unión Soviética para la adquisición del Ferrocarril Chino del Este por parte de Manchukuo fueron llevadas a cabo por Japón y el tratado acabó tratándose en Tokio. Por su parte, las relaciones diplomáticas de Manchukuo con Alemania eran llevadas a través de la embajada japonesa en Berlín. Así pues, para gran parte de la comunidad internacional Manchukuo no pasó de ser una colonia japonesa «disfrazada».

### Divisiones administrativas

Mapa de Manchukuo y sus Divisiones Administrativas.

Durante su corta existencia, Manchukuo pasó de tener cinco provincias —en 1932— a diecinueve —en 1941—. Con objeto de reforzar su control sobre los territorios que formaban parte del nuevo estado, ya en 1934 el gobierno de Manchukuo amplió sus divisiones administrativas en diez provincias. Ello redujo considerablemente la influencia y el poder de los antiguos gobernadores provinciales. A ello se sumó el nombramiento de nuevos cargos pro-japoneses, en sustitución de los primeros gobernadores procedentes de época china. Además, en este tiempo llegaron a existir un distrito especial —Beiman (北滿特別區)— y dos ciudades especiales, Xinjing (新京特別市) y Harbin (哈爾濱特別市). A su vez, cada provincia fue subdividida en varias prefecturas. En el caso del distrito especial de Beiman, este tuvo una existencia muy corta y solo existió durante tres años (1933-1936), mientras que la ciudad especial de Harbin fue posteriormente incorporada a la provincia de Binjiang.

## Demografía
Aunque el nombre del Estado sugiera lo contrario, la mayor parte de la población de Manchukuo en 1934 no estaba formada por manchúes étnicos, sino por chinos de la etnia Han —más del 85% de la población total—, mientras que la población de etnia manchú propiamente dicha constituía una minoría. Otros grupos étnicos minoritarios que habitaban en Manchukuo eran japoneses, coreanos, mongoles y rusos blancos, siendo que la mayoría de estos grupos colaboraron activamente con las autoridades japonesas. La población total a inicios de 1934 se estimaba que era alrededor de 30.880.000 personas, subiendo esta cifra a 38 millones en 1937. Las cifras oficiales del gobierno de Manchukuo citaban en 1941 una población de 50 millones de habitantes en un territorio de aproximadamente 800 000 km². 

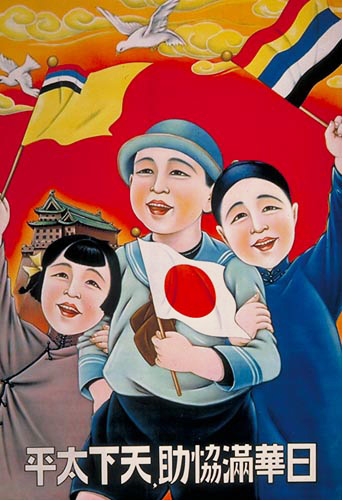
Cartel propagandístico que ensalza la armonía entre los pueblos manchú, japonés y chino.

No se alteró el hecho de que la población seguía viviendo mayoritariamente en el campo, siendo un 80% de ámbito rural y el 20% en centros urbanos. Las principales ciudades eran la capital, Hsinking, los centros industriales de Mukden y Harbin, y las ciudades menores de Dandong y Qiqihar. El idioma oficial era el chino, en su variante regional de Manchuria, pero pronto se implantó el japonés como segundo idioma oficial y se hizo forzosa su enseñanza en las escuelas. El sistema educativo fue aumentado rápidamente, llegando a abarcar a 600 000 alumnos, pero por presión japonesa la instrucción solo privilegiaba el entrenamiento juvenil para ejecutar trabajos manuales, a la vez que mediante festividades y ceremonias se insistía en la lealtad de la población al Emperador.
El autor japonés Ueda Kyōsuke etiquetó a los treinta millones de habitantes de Manchuria como «manchúes», incluyendo los chinos de etnia Han, a pesar del hecho de que la mayoría de los habitantes de Manchuria no eran étnicamente manchúes, sino chinos Han. El libro japonés Gran Manchukuo desarrollaba la idea propuesta por Ueda que afirmaba que 30 millones de "manchúes" que vivían en Manchuria tenían derecho a la independencia, lo que justificaba la separación de Manchukuo con respecto a China. Paradójicamente, en 1942 otro libro japonés —Diez Años de Historia de la Construcción de Manchukuo— trataba de remarcar el derecho de los japoneses étnicos para colonizar tierras de Manchukuo mientras que, a su vez, intentaba deslegitimar las reivindicaciones manchúes que reclamaban Manchukuo como su tierra natal, señalando que la mayoría de los manchúes salieron de esta región durante el período Qing y que solo regresaron a Manchuria más tarde.

### Población japonesa
Antes de 1932 ya había en Manchuria unos 230 000 japoneses, la inmensa mayoría de ellos (un 95%) viviendo en las áreas bajo jurisdicción japonesa (el Territorio de Kwantung y las zonas propiedad de la Compañía del Ferrocarril del Sur de Manchuria). Tras la creación de Manchukuo una gran cantidad de japoneses emigraron al nuevo estado títere, estableciéndose casi exclusivamente a las ciudades. Así, entre 1931 y 1941, la población japonesa en Hsinking, la nueva capital, pasó de 17 464 a 128 582; la de Shenyang/Mukden de 45 567 a 163 591; la de Harbin de 4.151 a 53 295 y la de Dalian de 102 768 a 192 059. Eran una élite colonial formada por trabajadores cualificados de la compañía ferroviaria, comerciantes, funcionarios y militares con sus respectivas familias. Asimismo, el que los japoneses ya pudiesen comprar o arrendar tierras abrió la puerta a la posibilidad de colonizar las zonas rurales, hasta entonces sin presencia japonesa.  
Entre 1932 y 1936 se enviaron desde Japón de forma experimental unos mil colonos a asentamientos rurales en las remotas áreas del norte de Manchukuo. Estos eran voluntarios con trasfondo paramilitar: reservistas y activistas conectados con el Ejército de Kwantung y cuya misión era ayudar a acabar con las guerrillas y los grupos de resistentes. En 1936 el gobierno japonés anunció el lanzamiento de un gigantesco proyecto llamado “Millones a Manchuria”, con el objetivo de reubicar en las zonas rurales de Manchukuo a cinco millones de agricultores japoneses en un periodo de veinte años. En general se apuntaron al programa las familias más pobres de los pueblos rurales japoneses, que atravesaban una profunda crisis económica desde finales de la década de los 20. Estos colonos fundaron asentamientos agrícolas experimentales diseñados por funcionarios del gobierno y que fueron situados a lo largo de la frontera con la URSS siguiendo un plan estratégico del Ejército de Kwantung, algo de lo que no fueron informados los colonos. Cuando se hizo muy difícil reclutar más agricultores, el gobierno creó un nuevo programa llamado las Brigadas Jóvenes Patrióticas, que reclutó a adolescentes varones para emigrar a Manchukuo. En agosto de 1945, justo antes de la invasión soviética, la población civil japonesa de Manchukuo consistía en algo más de un millón y medio de personas, de las cuales unos 300 000 eran colonos. 
Unos 176 000 civiles japoneses murieron durante el colapso de Manchukuo en el verano de 1945 y los meses posteriores. De ellos, 78 500 eran colonos, aproximadamente una cuarta parte de todos los que fueron. Los civiles japoneses que quedaron en Manchukuo fueron evacuados en su mayoría entre 1946 y 1947, aunque hubo transportes hasta 1948. Cuando se dio por finalizada la repatriación aún quedaban más de 30 000 japoneses en Manchuria, principalmente en las zonas rurales del norte. Se trataba de mujeres que para sobrevivir se habían casado con chinos y huérfanos que habían sido adoptados por familias chinas en el caos de la desaparición de Manchukuo y la guerra civil china que siguió a continuación. Recibieron el nombre de “los abandonados de la guerra” (zanryu hōjin) y en muchos casos no consiguieron regresar hasta las décadas de los 80 y 90. Se dieron casos de mujeres japonesas que rechazaron regresar dado que el gobierno japonés no les permitía llevarse con ellas a sus hijos de padres chinos al no ser ciudadanos japoneses. Eso se debía a que la ley japonesa concedía la ciudadanía solamente por vía paterna, es decir, a los hijos de padres japoneses.

### Otras minorías
Además de los chinos Han, los manchúes y los japoneses, en Manchukuo existieron otros grupos étnicos de cierta importancia. Las autoridades niponas cultivaron las buenas relaciones con las comunidades mongola y rusa, a fin de que cooperasen en el dominio sobre la inmensa población de origen chino. En 1932 el número de rusos blancos que vivía en Harbin era de unos 100 000, aunque posteriormente esta cifra descendería. Los rusos blancos acabarían convirtiéndose en uno de los principales apoyos del poder japonés en Manchukuo. Uno de los apoyos más efusivos vino del Partido Fascista Ruso, aunque los japoneses también contaron con el apoyo de los cosacos y antiguos contrarrevolucionarios exiliados, dirigidos por Grigori Semiónov. Muchos miembros de la comunidad rusa cooperaron con el nuevo Ejército de Manchukuo, e incluso una pequeña minoría llegó a formar parte de la Gendarmería y de la Policía estatal de Manchukuo. A los mongoles también se les concedió un estatus especial dentro del nuevo estado. En este sentido, los mongoles de la provincia de Xing'an disfrutaron de una cierta autonomía política y administrativa.

## Infraestructuras

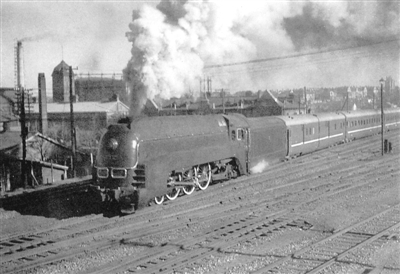
El Asia Express circulando por el Ferrocarril del Sur de Manchuria.

A comienzos de la década de 1930 Manchuria era una región con escaso desarrollo de infraestructuras. Sí existían varias líneas de ferrocarril controladas por capital extranjero y de gran importancia: el Ferrocarril del Sur de Manchuria, controlado por los japoneses, y el Ferrocarril Chino del Este, controlado conjuntamente por chinos y soviéticos. Los japoneses posteriormente se harían con el control de su administración. Algún tiempo después del establecimiento de Manchukuo, el 23 de marzo de 1935 se firmó en Tokio la venta de los derechos soviéticos sobre el Ferrocarril Chino del Este por ciento cuarenta millones de yenes. Manchukuo recibiría a posteriori la administración del ferrocarril de manos de Japón. La compra fue doblemente exitosa para los japoneses, porque además de la adquisición, se dio el hecho de que Moscú no había consultado a China sobre la venta de sus derechos del ferrocarril.
Por su parte, la Compañía del Ferrocarril del Sur de Manchuria —Mantetsu— tenía un papel preponderante en Manchukuo que iba más allá de las comunicaciones: tenía oficinas de investigación agrícola, abrió minas de carbón e incluso construyó puertos marítimos en diversos puntos. A partir de 1934 la Mantetsu puso en marcha el llamado Asia Express, un servicio ferroviario de alta velocidad que conectaba Dalian con la capital de Manchukuo, Hsinking. La imagen del Asia Express atravesando las praderas manchúes se convirtió en un icono de Manchukuo, como símbolo de modernidad y progreso. La inauguración de este servicio ferroviario supuso un fuerte impulso al desarrollo del turismo japonés en Manchukuo.
La colonización japonesa también impulsó la construcción de una moderna red de carreteras y caminos.

## Economía
Artículo principal: Economía de Manchukuo

### Agricultura
La principal actividad económica de Manchukuo era la agricultura, como lo había sido desde antes de la ocupación japonesa, sobre todo en las planicies más fértiles del sur, cercanas a la frontera con Corea; precisamente la existencia de gran cantidad de tierra fértil disponible en un territorio manchú con tan pocos habitantes, en comparación con el sobrepoblado Japón, estimuló la llegada a Manchukuo de colonos agrícolas japoneses desde 1938, quienes se vieron favorecidos al ordenar Japón la venta forzosa de tierras por parte de los campesinos manchúes. La actividad agrícola estuvo controlada en buena medida por el Estado. Las producciones agrícolas principales eran soja, algodón, maíz, arroz, opio y legumbres varias. La soja se convirtió en el principal producto agrícola de Manchukuo.

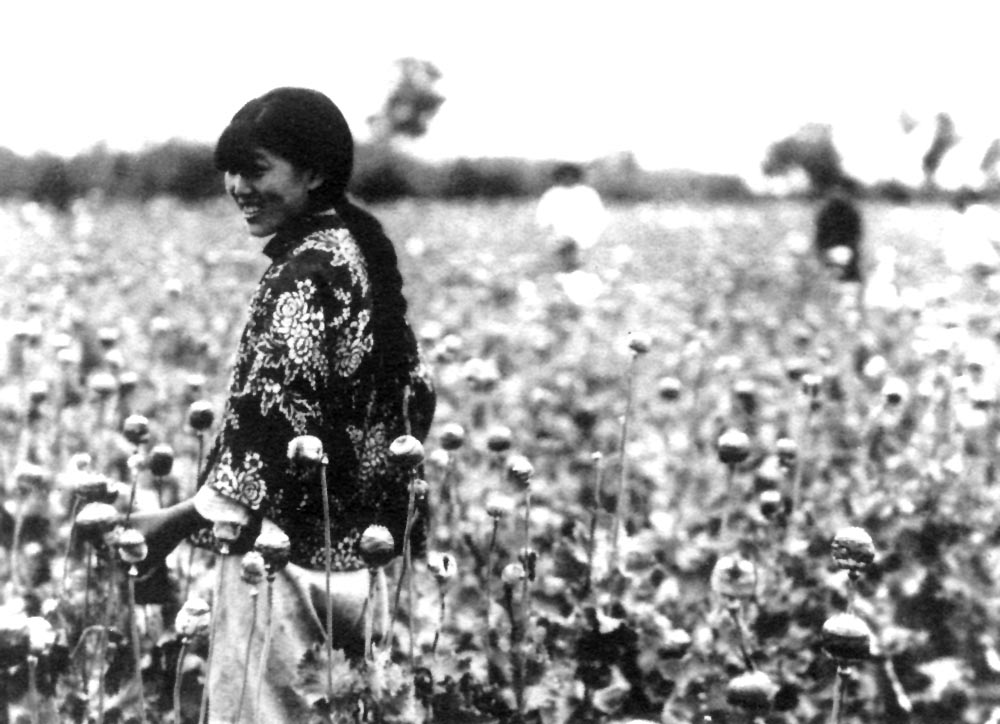
Cultivo de opio en Manchukuo.

También tenía importancia la ganadería de cerdos, ovejas y vacunos, junto con la introducción desde Japón de la crianza de gusanos de seda para la exportación. Más de la mitad de todas las exportaciones agrícolas —que en 1936 representaban un 65%— fueron habas, especialmente las habas de soja, y productos de soja. En 1936 el 85% de todas las exportaciones de Manchukuo eran productos agrícolas. La mayor parte de la producción agrícola era exportada a Japón, aunque el opio se reservaba para ser vendido por agentes japoneses como narcótico en China y el resto de Asia. Puesto que Manchukuo no había sido reconocido diplomáticamente, nunca se había adherido a los tratados internacionales contra el comercio de opio —tratados existentes desde 1912 y firmados por Japón—, con lo cual Japón utilizaba la «soberanía» de Manchukuo para encubrir el propio tráfico japonés de opio en toda Asia y, en caso de algún incidente internacional por tráfico de drogas, se podía culpar a Manchukuo; las grandes ganancias resultantes eran administradas directamente por las autoridades militares japonesas.

### Finanzas
Los bancos y los principales órganos económicos estaban bajo el estricto control de los japoneses. El sector financiero de Manchukuo estaba dirigido exclusivamente por bancos japoneses que formaban un oligopolio bajo protección estatal, destinado a financiar empresas japonesas establecidas en Manchukuo. En teoría el sistema financiero estaba controlado y dirigido por el Banco Central de Manchukuo, el cual —bajo control japonés— introdujo como moneda el yuan manchú, cuyo valor estaba fijado en una casi paridad con el yen japonés; tal entidad también practicaba operaciones bancarias con empresas de Japón, pero principalmente regulaba la moneda manchú.
Inicialmente la industria pesada y la minería estuvieron bajo el control de la Compañía del Ferrocarril del Sur de Manchuria, que además gestionó directamente todas las inversiones y ganancias. Los negocios de esta compañía iban mucho más allá, disponiendo a su vez de una red de empresas subsidiarias de la industria del acero, vidrio, combustibles y energía, alimentación, etc. Sin embargo, esta situación acabó derivando a una lucha de poder con el Ejército de Kwantung, quien en 1937 estableció junto a Nissan un monopolio sobre la Industria pesada, lo que obligó al Ferrocarril del Sur de Manchuria a abandonar este sector económico. De hecho, entre 1932 y 1936 se fundaron varias empresas de carácter monopolista, que incluían al Banco de Manchuria o a la Manchukuo National Airways.

### Minería
El territorio manchú no tenía grandes yacimientos de petróleo ni de gas natural, por lo cual la posesión de los escasos yacimientos existentes no ayudó a resolver el problema de Japón para afrontar su déficit de combustibles. No obstante, en Manchukuo sí existían otras materias primas de gran interés para Japón, como el carbón y el hierro, cuya gran abundancia permitió reducir las importaciones japonesas de estos productos; también había yacimientos más reducidos de aluminio, plomo, cobre y magnesio. Así, la extracción de materias primas se acabó convirtiendo en una de las principales industrias del país, cuya cuota de exportación en 1936 alcanzó el 11%.

### Industria pesada

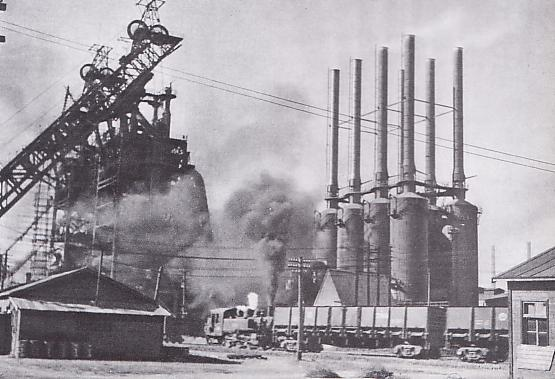
Acerías Shōwa en plena actividad, a comienzos de los años 1940.

La industria en Manchuria estaba poco desarrollada antes de 1931, a excepción del arsenal de Mukden. Durante la ocupación japonesa se crearon numerosas industrias dirigidas por grupos económicos de Japón (zaibatsu) que podían ejecutar sus planes de expansión sin competencia alguna en su respectivo sector, y con la ventaja de tener también bajo control japonés tanto las materias primas necesarias como la numerosa mano de obra china sujeta a trabajos forzados. Durante el período de ocupación japonesa la industrialización se incrementó de forma considerable. Se calcula que el sistema japonés de explotación en industrias, minas y agricultura movilizó solo en Manchuria a cinco millones de obreros chinos en un régimen de efectiva esclavitud caracterizado por maltratos continuos, muy mala alimentación y frecuentes enfermedades laborales, acusándose a las empresas japonesas incluso de hacer fusilar a obreros chinos muy enfermos para ahorrar gastos de curación. 
Se dio preferencia a la industria pesada, fabricando materiales para construcción, herramientas, aeroplanos, automóviles y camiones, así como armas ligeras y pesadas para las tropas japonesas. La industria de bienes de consumo recibió menor atención, pues la finalidad buscada por Japón era usar la industria recién instalada en Manchukuo (así como todas las demás actividades económicas) para atender prioritariamente las necesidades de sus propias fuerzas armadas, dejando de lado al mercado local manchú. En contraste, Japón exportó a Manchukuo maquinaria y productos de Industria pesada.

## Fuerzas Armadas
Las Fuerzas armadas fueron establecidas poco después de la creación del estado de Manchukuo, creadas a imagen y semejanza del Ejército Imperial Japonés, estando compuestas por oficiales, técnicos y asesores japoneses. 
Estaban compuestas por las siguientes ramas:
- Ejército Imperial de Manchukuo
- Guardia Imperial de Manchukuo
- Fuerza Aérea Imperial de Manchukuo
- Armada Imperial de Manchukuo

### Crímenes de guerra japoneses
De acuerdo con un estudio conjunto desarrollado por los historiadores Zhifen Ju, Mitsuyochi Himeta, Toru Kubo y Mark Peattie, más de diez millones de civiles chinos fueron movilizados por el Ejército de Kwantung para trabajos forzados en Manchukuo bajo la supervisión de la Oficina de Desarrollo del Asia Oriental (興亜院 Kōain?). Los trabajadores forzados chinos a menudo sufrieron enfermedades debido a los enormes esfuerzos físicos y las terribles condiciones a las que se veían sometidos. Algunos de los trabajadores que caían gravemente enfermos eran arrojados directamente a fosas comunes para evitar gastos médicos.
El Escuadrón 731 del Ejército Imperial Japonés experimentó con armas biológicas en humanos en la base que esta unidad disponía cerca de Harbin, realizando numerosas experimentaciones entre 1932 y 1945. Las víctimas, que en su mayoría eran chinos, rusos y coreanos, fueron sometidos a procesos de vivisección, a veces sin anestesia. Entre 3000 y 12 000 hombres, mujeres y niños murieron durante las experimentaciones con seres humanos.